# Gerbillus harwoodi
Gerbillus harwoodi поширена переважно в Кенії.